# Asociación Deportiva Ceuta
La Asociación Deportiva Ceuta fue un club de fútbol español de la ciudad autónoma de Ceuta, fundado en 1997 y desaparecido en 2012. En la temporada 2011-2012 jugó en Segunda B dentro del Grupo IV cayéndose de los Play-off para Segunda.

## Historia

### Orígenes y nacimiento del club
Para conocer los orígenes de la Asociación Deportiva Ceuta hay que remontarse un par de temporadas desde la fecha de su fundación.
La S.D.U. África Ceutí contaba desde los años 80 con una serie de equipos que tenía cada uno con un nombre distinto: S.D.U. África Ceutí los amateurs, C. Atlético Ceutí los juveniles y Angulo C.F. los infantiles y menores. Para la temporada 1995-96 de Preferente de Ceuta, el club pretendió presentar un equipo que reforzarían con jugadores de la categoría juvenil por lo que, para cumplir con las normas federativas vigentes, decidieron competir con la denominación de Angulo Club de Fútbol (Angulo C.F.).
En esa campaña, y contra todo pronóstico, se proclama campeón de la competición. También vence en la eliminatoria norteafricana al campeón de Preferente de Melilla, la U.D. Melilla B, por lo que obtiene el ascenso a Tercera; pero esta fue muy polémica y se terminó impugnando el resultado y dando como vencedor de la misma al conjunto melillense. El presidente, Francisco Galán “Paquirri”, se vio superado por los acontecimientos por lo que cedió las riendas de la sociedad al empresario ceutí José Antonio Muñoz Serrano “Angelito”. Este realiza varias gestiones para que la Federación de Fútbol de Ceuta le ceda al equipo un campo de fútbol apto para jugar en Tercera, ayudas económicas de la Asamblea de Ceuta para promocionar la ciudad y termina convenciendo a la R.F.E.F. para que incluya al club en esta división para la temporada 1996-97. Empleando uno de los nombres utilizados por la S.D.U. África Ceutí, modificó la denominación del equipo a la de Club Ceutí Atlético (C. Ceutí Atlético) para que llevase el nombre de la ciudad autónoma.
Antes del comienzo de la temporada la plantilla se refuerza con la llegada de varios jugadores ex primeras como Ricardo Serna, Gabino Rodríguez o Julio Soler. El conjunto se proclama campeón del grupo, pero no consiguió subir de categoría tras disputar la promoción de ascenso.
Debido a que este equipo seguía siendo amateur y que el nuevo presidente tenía en mente la creación de un club con estructura profesional con el objetivo de conseguir el ascenso a Segunda División B, paralelamente al desarrollo de la temporada se fue fraguando el proyecto de la creación de un nuevo club, siendo este el germen de la Asociación Deportiva Ceuta. Presentó unos nuevos estatutos a la Federación de Fútbol de Ceuta e inscribió y federó a la nueva entidad en julio de 1997. Tras una hábil maniobra, José Antonio Muñoz Serrano “Angelito” consiguió que el nuevo club ocupara la plaza que el C. Ceutí Atlético poseía en Tercera e integró la estructura de este nuevamente en la S.D.U. África Ceutí.

### Ascenso y temporadas en Segunda División B

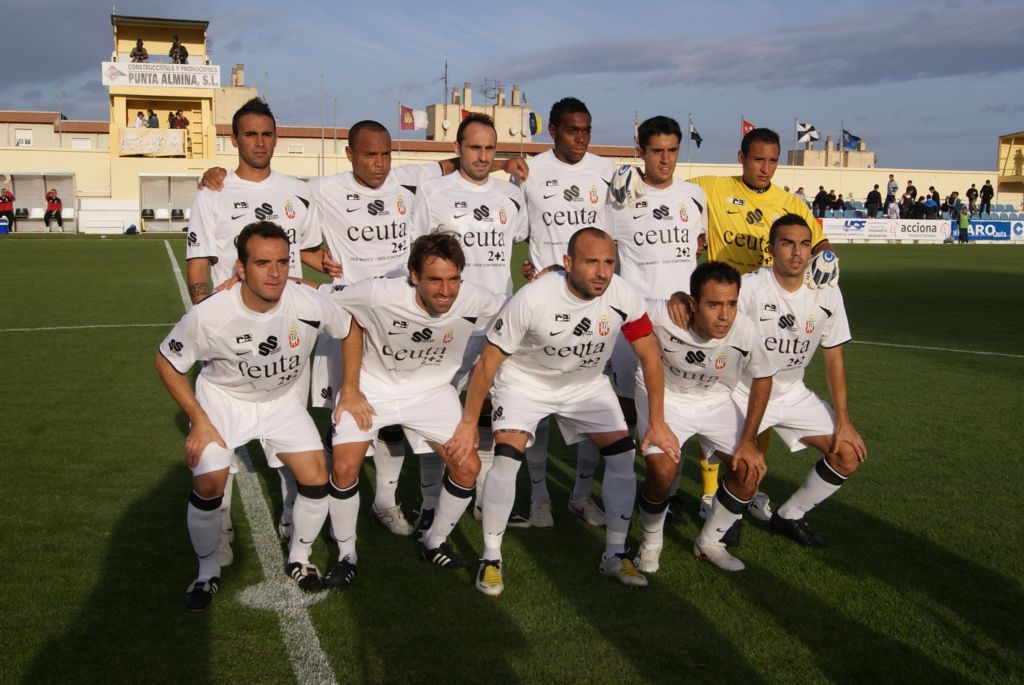
Alineación temporada 2009/10

La Asociación Deportiva Ceuta (A.D. Ceuta) compite en su primera temporada, la 1997-98, en el Grupo X de la Tercera División. Para esta, contrata a varios jugadores profesionales y ficha como entrenador a José Ramón Pérez Rodríguez "Moncho". Comenzó la campaña jugando en el campo de fútbol José Benoliel, pero el 8 de octubre de 1997 se trasladaron al estadio municipal Alfonso Murube. Consiguió proclamarse campeón del grupo y logró el ascenso a Segunda División B tras superar en la promoción de ascenso al C.D. Guadalajara, C. Poli. Ejido y S.P. Villafranca de Barros.
Desde entonces, la A.D. Ceuta permaneció en el Grupo IV de la Segunda B, finalizando casi todas las temporadas en la primera mitad de la tabla. Su mejor posición ha sido 2.º, en las temporadas 1999-2000 y 2001-02. Consiguió clasificarse en 5 ocasiones (1999-2000, 2000-01, 2001-02, 2004-05 y 2007-08) en la promoción de ascenso a Segunda División, pero nunca consiguió subir de categoría.
En sus participaciones en la Copa del Rey de fútbol, en la edición 2010-11 consiguió llegar a dieciseisavos de final, en el cual se enfrentó al F. C. Barcelona, perdiendo 0-2 en el partido de ida y 5-1 en el Camp Nou. El tanto para los caballas lo anotó Guzmán.

### Descenso administrativo y desaparición
Tras finalizar la temporada 2011-12 en Segunda División B, la plantilla denunció ante la A.F.E. a la A.D. Ceuta por impagos a sus jugadores. Se les debían las nóminas desde diciembre de 2011 y la cantidad ascendía a más de 373 000 €. Cumplido el plazo para hacer frente a esta deuda, la R.F.E.F. condenó con un descenso administrativo a Tercera División para la temporada 2012-13.
Para esta campaña, otro club de la ciudad autónoma, el C. Atlético de Ceuta, había conseguido el ascenso a Tercera División por lo que se propuso una fusión de este con la A.D. Ceuta ya que se vio oportuno que solo hubiese un equipo ceutí debido, entre otros motivos, a la retirada de las ayudas económicas al fútbol profesional por parte del Gobierno de la Ciudad de Ceuta por la crisis económica, a la unión de las aficiones y a los problemas económicos de la última. Debido a la elevada cantidad endeudada de esta y a tener sus derechos federativos retirados por otra deuda a sus jugadores de 120 000 € no pudo realizarse una fusión como tal entre ambos clubes, pero sí hubo traspaso de directivos, equipo técnico y jugadores al Atlético.
En un principio el presidente José Antonio Muñoz Serrano “Angelin” anunció que la A.D. Ceuta competiría en Preferente de Ceuta, pero no fue así, y la entidad terminó desapareciendo por las elevadas deudas que tenía contraídas.
En septiembre de 2014, un juez condenó que la extinta entidad debería de pagar 5000 € a su exentrenador Sergio Lobera, y otros 2300 € a su antiguo preparador físico. Puesto que el club desapareció, se hizo cargo de dicho pago el FOGASA.

## Uniforme
- Uniforme titular: Camiseta blanca, pantalón blanco y medias blancas.
- Uniforme secundario: Camiseta negra, pantalón negro y medias negras.
- Uniforme alternativo: Camiseta amarilla, pantalón negro y medias negras.
- Uniforme alternativo 2: Camiseta roja, pantalón rojo y medias blancas.

## Estadio
Estadio municipal Alfonso Murube, con capacidad para 7000 personas.

## Datos del club
- Temporadas en 2.ªB: 12
- Temporadas en 3.ª: 1
- Mejor puesto en la liga: 2.º en Segunda División B de España (Grupo IV: 1999-2000 y 2001-02) y 1.º en Tercera División de España (Grupo X: 1997-98)
- Peor puesto en la liga: 14.º en Segunda División B de España (Grupo IV: 2011-12) y 1.º en Tercera División de España (Grupo X: 1997-98)

## Temporada a temporada
| Categoría                     | Temporada | Puesto |
| ----------------------------- | --------- | ------ |
| Tercera División (Grupo X)    | 1997-98   | 1.º    |
| Segunda División B (Grupo IV) | 1998-99   | 7.º    |
| Segunda División B (Grupo IV) | 1999-00   | 2.º    |
| Segunda División B (Grupo IV) | 2000-01   | 4.º    |
| Segunda División B (Grupo IV) | 2001-02   | 2.º    |
| Segunda División B (Grupo IV) | 2002-03   | 7.º    |
| Segunda División B (Grupo IV) | 2003-04   | 6.º    |
| Segunda División B (Grupo IV) | 2004-05   | 3.º    |
| Segunda División B (Grupo IV) | 2005-06   | 10.º   |
| Segunda División B (Grupo IV) | 2006-07   | 11.º   |
| Segunda División B (Grupo IV) | 2007-08   | 3.º    |
| Segunda División B (Grupo IV) | 2008-09   | 7.º    |
| Segunda División B (Grupo IV) | 2009-10   | 5.º    |
| Segunda División B (Grupo IV) | 2010-11   | 6.º    |
| Segunda División B (Grupo IV) | 2011-12   | 14.º   |

| Temporada | Última ronda                    |
| --------- | ------------------------------- |
| 1997-98   | No participó                    |
| 1998-99   | 2.ª ronda                       |
| 1999-00   | No participó                    |
| 2000-01   | Dieciseisavos de final (1/16)   |
| 2001-02   | Dieciseisavos de final (1/16)   |
| 2002-03   | Ronda previa                    |
| 2003-04   | Treintaidosavos de final (1/32) |
| 2004-05   | Treintaidosavos de final (1/32) |
| 2005-06   | 2.ª ronda                       |
| 2006-07   | No participó                    |
| 2007-08   | No participó                    |
| 2008-09   | 1.ª ronda                       |
| 2009-10   | 2.ª ronda                       |
| 2010-11   | Dieciseisavos de final (1/16)   |
| 2011-12   | 1.ª ronda                       |

## Plantilla

### Entrenadores
| Temporada | Entrenador/es                                             |
| --------- | --------------------------------------------------------- |
| 1997-98   | José Ramón Pérez (Moncho) ·-· Álvaro Pérez                |
| 1998-99   | Rafael Alcaide "Crispi" ·-· "Paco" Toledo ·-· Cayetano Ré |
| 1999-00   | Álvaro Pérez                                              |
| 2000-01   | Álvaro Pérez ·-· José Enrique Díaz                        |
| 2001-02   | Carlos Orúe ·-· Jacob Azafrani                            |
| 2002-03   | Nene Montero ·-· José Enrique Díaz                        |
| 2003-04   | José Enrique Díaz ·-· Álvaro Pérez                        |
| 2004-05   | Carlos Terrazas                                           |

| Temporada | Entrenador/es                                            |
| --------- | -------------------------------------------------------- |
| 2005-06   | Ramón María Calderé ·-· Carlos Orúe                      |
| 2006-07   | Carlos Orúe ·-· Diego "Coco" Quintero                    |
| 2007-08   | José Enrique Díaz ·-· Benigno Sánchez                    |
| 2008-09   | Benigno Sánchez                                          |
| 2009-10   | Carlos Orúe ·-· José Diego Pastelero                     |
| 2010-11   | João de Deus ·-· Andoni Goikoetxea ·-· José Ángel Moreno |
| 2011-12   | Sergio Lobera                                            |

## Palmarés

### Campeonatos
- Liga Tercera División (Grupo X): Temporada 1997-98
- Copa RFEF (Fase Autonómica de Andalucía Occidental y Ceuta) (2): 1997-98, 2002-03

### Subcampeonatos
- Liga Segunda División B (Grupo IV): Temporadas 1999-2000 y 2001-02

### Trofeos amistosos
- Trofeo Virgen de la Palma: (2) 2008, 2009